# La Còsta (Erau)
La Còsta (en francès Lacoste) és un municipi occità del Llenguadoc, a la regió administrativa d'Occitània, al departament de l'Erau.